# LGV Bordeaux–Espagne
| Streckenverlauf Phase 1 |                      | | |
| Streckenlänge: | 196 km               | | |
| Spurweite: | 1435 mm (Normalspur) | | |
| Stromsystem: | 25 kV 50 Hz ~        | | |
| Streckengeschwindigkeit: | 320 km/h             | | |
| |                      | | |
| \| \| 0,0 \| Bordeaux-Saint-Jean \| Bordeaux-Saint-Jean \| \| \| \| (weitere Betriebsstellen) \| \| \| \| \| \| \| \| \| 13,35 \| Abzw. Saint-Médard (Beginn LGV Bordeaux–Toulouse) Bahnstrecke Bordeaux–Sète nach Toulouse-Matabiau \| Abzw. Saint-Médard (Beginn LGV Bordeaux–Toulouse) Bahnstrecke Bordeaux–Sète nach Toulouse-Matabiau \| \| \| \| \| \| \| \| \| (weitere Betriebsstellen) \| \| \| \| 68,00 \| Abzw. Bernos-Beaulac; Beginn LGV Bordeaux–Espagne – Phase 1 \| Abzw. Bernos-Beaulac; Beginn LGV Bordeaux–Espagne – Phase 1 \| \| \| 70,22 \| Viaduc du Ciron (Ciron; 250 m) \| Viaduc du Ciron (Ciron; 250 m) \| \| \| 70,55 \| A65 (40 m) \| A65 (40 m) \| \| \| 70,90 \| A65 (125 m) \| A65 (125 m) \| \| \| 73,29 5,66 \| Abzw. Escaudes; Verbindungskurve „Sud-Sud“ \| Abzw. Escaudes; Verbindungskurve „Sud-Sud“ \| \| \| 3,72 \| Viaduc du Ciron et Barthos (Ciron; 250 / 210 m) \| Viaduc du Ciron et Barthos (Ciron; 250 / 210 m) \| \| \| 0,00 74,45 \| Abzw. Cudos \| Abzw. Cudos \| \| \| \| LGV Bordeaux–Toulouse von/nach Toulouse \| \| \| \| 76,46 \| Instandhaltungsbasis Escaudes (westlich) \| Instandhaltungsbasis Escaudes (westlich) \| \| \| 77,41 \| Halte Sud-Gironde (nur Nahverkehr) \| Halte Sud-Gironde (nur Nahverkehr) \| \| \| ~87,80 \| Département Gironde / Landes \| Département Gironde / Landes \| \| \| 97,99 \| PCV de Retjons \| PCV de Retjons \| \| \| 99,43 \| Viaduc du Retjons (Retjons; 180 m) \| Viaduc du Retjons (Retjons; 180 m) \| \| \| 101,40 \| Ruisseau de Ribarrouy (90 m) \| Ruisseau de Ribarrouy (90 m) \| \| \| 102,59 \| A65 (130 m) \| A65 (130 m) \| \| \| 106,93 \| Überdeckung Anschlussstelle Roquefort A65 (85 m) \| Überdeckung Anschlussstelle Roquefort A65 (85 m) \| \| \| 108,81 \| Viaduc de la Douze (Douze; 325 m) \| Viaduc de la Douze (Douze; 325 m) \| \| \| 109,67 \| Ruisseau de la Téoulère (60 m) \| Ruisseau de la Téoulère (60 m) \| \| \| 113,33 \| Viaduc du Corbleu (135 m) \| Viaduc du Corbleu (135 m) \| \| \| 116,41 \| Viaduc des Neuf Fontaines (150 m) \| Viaduc des Neuf Fontaines (150 m) \| \| \| 117,36 0,00 \| Gare nouvelle de Mont-de-Marsan \| Gare nouvelle de Mont-de-Marsan \| \| \| \| Verbindungsstrecke Mont-de-Marsan (eingleisig) \| \| \| \| 3,09 \| Ruisseau du Cohe (60 m) \| Ruisseau du Cohe (60 m) \| \| \| 6,10 \| Ruisseau (50 m) \| Ruisseau (50 m) \| \| \| 6,50 \| Ruisseau (50 m) \| Ruisseau (50 m) \| \| \| 8,91 \| Bahnstrecke Marmande–Mont-de-Marsan von Marmande \| Bahnstrecke Marmande–Mont-de-Marsan von Marmande \| \| \| \| \| \| \| \| \| Mont-de-Marsan \| \| \| \| 119,40 \| (90 m) \| (90 m) \| \| \| 119,90 \| Viaduc de la Douze (Douze; 225 m) \| Viaduc de la Douze (Douze; 225 m) \| \| \| 127,30 \| Viaduc de l’Estrigon (Estrigon; 205 m) \| Viaduc de l’Estrigon (Estrigon; 205 m) \| \| \| 135,48 \| Viaduc du Geloux (Geloux; 90 m) \| Viaduc du Geloux (Geloux; 90 m) \| \| \| 137,52 \| Bahnstrecke Morcenx–Bagnères-de-Bigorre \| Bahnstrecke Morcenx–Bagnères-de-Bigorre \| \| \| 140,71 \| PCV de Saint-Martin-d’Oney \| PCV de Saint-Martin-d’Oney \| \| \| 143,39 \| Le Suzan (90 m) \| Le Suzan (90 m) \| \| \| 144,80 \| Viaduc du Bès (Bès; 180 m) \| Viaduc du Bès (Bès; 180 m) \| \| \| 145,67 \| Ruisseau de Baratte (50 m) \| Ruisseau de Baratte (50 m) \| \| \| 147,58 \| Ruisseau du Coyt (50 m) \| Ruisseau du Coyt (50 m) \| \| \| 154,08 \| Viaduc du Retjons (Retjons; 150 m) \| Viaduc du Retjons (Retjons; 150 m) \| \| \| 155,98 \| PCVE de Carsen-Ponson (Notbahnsteig; Betriebsgleise östlich) \| PCVE de Carsen-Ponson (Notbahnsteig; Betriebsgleise östlich) \| \| \| 158,56 \| Viaduc du Louzou (Le Louzou; 210 m) \| Viaduc du Louzou (Le Louzou; 210 m) \| \| \| 159,22 \| Bahnstrecke Laluque–Tartas \| Bahnstrecke Laluque–Tartas \| \| \| \| Bahnstrecke Bordeaux–Irun von Bordeaux \| \| \| \| \| Laluque / Instandhaltungsbasis Laluque \| \| \| \| 165,23 0,00 \| Abzw. Nord de Dax; Ende Phase 1 \| Abzw. Nord de Dax; Ende Phase 1 \| \| \| 165,38 \| Abzw. Laluque (nur Bauzüge) \| Abzw. Laluque (nur Bauzüge) \| \| \| 3,30 136,60 \| \| \| \| \| \| Bahnstrecke Bordeaux–Irun nach Dax/Hendaye \| \| \| \| 167,85 \| Ruisseau de Samba (110 m) \| Ruisseau de Samba (110 m) \| \| \| 169,75 \| Abzw. Laluque (Güterverkehr) \| Abzw. Laluque (Güterverkehr) \| \| \| \| Phase 2 – Mischverkehr \| \| \| \| 170,17 \| Ruisseau de Toujours (50 m) \| Ruisseau de Toujours (50 m) \| \| \| 171,23 \| Ruisseau de Pilé (75 m) \| Ruisseau de Pilé (75 m) \| \| \| 173,82 \| Ruisseau de Bouhette (120 m) \| Ruisseau de Bouhette (120 m) \| \| \| 178,64 \| Ruisseau de Candale (70 m) \| Ruisseau de Candale (70 m) \| \| \| 180,26 \| Ruisseau de Mollevielle (90 m) \| Ruisseau de Mollevielle (90 m) \| \| \| \| Bahnstrecke Bordeaux–Irun von Dax \| \| \| \| 150,2 0,0 \| Abzw. Saint-Paul-les-Dax \| Abzw. Saint-Paul-les-Dax \| \| \| 2,35 \| Überdeckung RD 824 (300 m) \| Überdeckung RD 824 (300 m) \| \| \| 185,95 9,59 \| Abzw. Rivière-Saas-et-Goubry \| Abzw. Rivière-Saas-et-Goubry \| \| \| 188,05 \| Ruisseau (120 m) \| Ruisseau (120 m) \| \| \| \| \| \| \| \| 189,79 \| PCVE de St-Geours-de-Maremne (Notbahnsteig und Betriebsgleise westlich) \| PCVE de St-Geours-de-Maremne (Notbahnsteig und Betriebsgleise westlich) \| \| \| \| \| \| \| \| 190,77 \| Halte Côte-Landaise (nur Nahverkehr) \| Halte Côte-Landaise (nur Nahverkehr) \| \| \| 191,27 \| A63 / RN10 (60 m) \| A63 / RN10 (60 m) \| \| \| 192,31 \| Ruisseau du Moulin Neuf (100 m) \| Ruisseau du Moulin Neuf (100 m) \| \| \| 194,42 \| A63 (95 m) \| A63 (95 m) \| \| \| 194,86 \| Ruisseau (170 m) \| Ruisseau (170 m) \| \| \| 196,57 \| Bahnstrecke Bordeaux–Irun \| Bahnstrecke Bordeaux–Irun \| \| \| 197,14 \| Ruisseau du Nouaou (105 m) \| Ruisseau du Nouaou (105 m) \| \| \| 198,03 \| Ruisseau (55 m) \| Ruisseau (55 m) \| \| \| 201,94 0,00 \| Abzw. Saint-Vincent-de-Tyrosse; nach Bayonne/Hendaye \| Abzw. Saint-Vincent-de-Tyrosse; nach Bayonne/Hendaye \| \| \| 4,1 \| Bahnstrecke Bordeaux–Irun \| Bahnstrecke Bordeaux–Irun \| \| \| \| Bénesse-Maremne \| \| \| \| 211,31 \| Bahnstrecke Bordeaux–Irun nach Bayonne/Hendaye \| Bahnstrecke Bordeaux–Irun nach Bayonne/Hendaye \| \| \| 213,59 \| Le Boudigau (90 m) \| Le Boudigau (90 m) \| \| \| ~214,40 \| Landes / Département Pyrénées-Atlantiques \| Landes / Département Pyrénées-Atlantiques \| \| \| 215,81 \| Viaduc (90 m) \| Viaduc (90 m) \| \| \| 218,05 \| Viaduc sur la RD 85 (280 m) \| Viaduc sur la RD 85 (280 m) \| \| \| 218,61 \| Viaduc de la Palibe (Ruisseau de la Palibe; 385 m) \| Viaduc de la Palibe (Ruisseau de la Palibe; 385 m) \| \| \| 219,26 \| PCV de Tarnos \| PCV de Tarnos \| \| \| 219,66 \| Canal de la Palibe (140 m) \| Canal de la Palibe (140 m) \| \| \| 222,02 \| Viaduc de l'Adour (2860 m) \| Viaduc de l'Adour (2860 m) \| \| \| 223,46 \| Adour \| Adour \| \| \| 224,82 \| Bahnstrecke Toulouse–Bayonne \| Bahnstrecke Toulouse–Bayonne \| \| \| 224,88 \| \| \| \| \| 225,51 \| Abzw. Lahonce; von Bayonne \| Abzw. Lahonce; von Bayonne \| \| \| 225,80 \| Viaduc RD312 (135 m) \| Viaduc RD312 (135 m) \| \| \| 226,24 \| Tunnel de Mouguerre (1210 m) \| Tunnel de Mouguerre (1210 m) \| \| \| 227,45 \| \| \| \| \| 227,95 \| A64 (105 m) \| A64 (105 m) \| \| \| 228,43 \| Tunnel de Saint-Pierre d'Irube (1900 m) \| Tunnel de Saint-Pierre d'Irube (1900 m) \| \| \| 230,33 \| \| \| \| \| 230,63 \| PCV de Villefranque \| PCV de Villefranque \| \| \| 230,88 \| Viaduc du Hillans (Hillans; 250 m) \| Viaduc du Hillans (Hillans; 250 m) \| \| \| 231,31 \| Tunnel de Villefranque (750 m) \| Tunnel de Villefranque (750 m) \| \| \| 232,06 \| \| \| \| \| 232,48 \| Viaduc de la Nive (1140 m) \| Viaduc de la Nive (1140 m) \| \| \| 232,52 \| Bahnstrecke Bayonne–Saint-Jean-Pied-de-Port \| Bahnstrecke Bayonne–Saint-Jean-Pied-de-Port \| \| \| 232,94 \| Nive \| Nive \| \| \| 233,62 \| \| \| \| \| 234,66 \| Überdeckung RD 932 (650 m) \| Überdeckung RD 932 (650 m) \| \| \| 235,44 \| Überdeckung (100 m) \| Überdeckung (100 m) \| \| \| 236,22 \| Tunnel de Tixinenea (350 m) \| Tunnel de Tixinenea (350 m) \| \| \| 237,07 \| Überdeckung Arcangues (680 m) \| Überdeckung Arcangues (680 m) \| \| \| 237,86 \| Viaduc du Kalonjaenea (180 m) \| Viaduc du Kalonjaenea (180 m) \| \| \| 238,32 \| Viaduc du Aphalagako erreka (250 m) \| Viaduc du Aphalagako erreka (250 m) \| \| \| 239,09 \| Tunnel d'Arcangues (920 m) \| Tunnel d'Arcangues (920 m) \| \| \| 240,01 \| \| \| \| \| 240,82 \| Viaduc (260 m) \| Viaduc (260 m) \| \| \| 241,52 \| Viaduc du Alhorgako erreka (570 m) \| Viaduc du Alhorgako erreka (570 m) \| \| \| 242,50 \| Tunnel de St Pée-sur-Nivelle (490 m) \| Tunnel de St Pée-sur-Nivelle (490 m) \| \| \| 243,77 \| PCVE de St Pée-sur-Nivelle (Notbahnsteige, Betriebsgleise westlich) \| PCVE de St Pée-sur-Nivelle (Notbahnsteige, Betriebsgleise westlich) \| \| \| 245,19 \| Viaduc du Basarun (250 m) \| Viaduc du Basarun (250 m) \| \| \| 246,44 \| Tunnel de Marmantzoa (450 m) \| Tunnel de Marmantzoa (450 m) \| \| \| 247,71 \| Viaduc de Basa Beltz (440 m) \| Viaduc de Basa Beltz (440 m) \| \| \| 248,47 \| Überdeckung Saint-Jean-de-Luz (500 m) \| Überdeckung Saint-Jean-de-Luz (500 m) \| \| \| 248,92 \| Viaduc de la Nivelle (900 m) \| Viaduc de la Nivelle (900 m) \| \| \| 249,35 \| Nivelle \| Nivelle \| \| \| 249,82 \| \| \| \| \| 250,47 \| Tunnel d'Urrugne 1 (2490 m) \| Tunnel d'Urrugne 1 (2490 m) \| \| \| 252,96 \| \| \| \| \| 253,81 \| Tunnel d'Urrugne 2 (1550 m) \| Tunnel d'Urrugne 2 (1550 m) \| \| \| 255,36 \| \| \| \| \| 256,23 \| Tunnel de Biriatou (2750 m) \| Tunnel de Biriatou (2750 m) \| \| \| 258,98 \| \| \| \| \| 259,00 \| Viaduc de la Bidasoa (260 m) \| Viaduc de la Bidasoa (260 m) \| \| \| 259,06 \| La Bidasoa / Grenze Frankreich / Spanien \| La Bidasoa / Grenze Frankreich / Spanien \| \| \| 259,26 \| \| \| \| \| \| Baskisches Y (geplante Fortführung) \| \| |                      | | |
| Bahnhof | 0,0                  | Bordeaux-Saint-Jean                                                                                | Bordeaux-Saint-Jean                                                                                |
| |                      | (weitere Betriebsstellen)                                                                          | |
| |                      | | |
| Abzweig ehemals geradeaus und nach links | 13,35                | Abzw. Saint-Médard (Beginn LGV Bordeaux–Toulouse) Bahnstrecke Bordeaux–Sète nach Toulouse-Matabiau | Abzw. Saint-Médard (Beginn LGV Bordeaux–Toulouse) Bahnstrecke Bordeaux–Sète nach Toulouse-Matabiau |
| |                      | | |
| |                      | (weitere Betriebsstellen)                                                                          | |
| Abzweig geradeaus und nach links (Strecke außer Betrieb) · Strecke quer (außer Betrieb) · Strecke von rechts (außer Betrieb) | 68,00                | Abzw. Bernos-Beaulac; Beginn LGV Bordeaux–Espagne – Phase 1                                        | Abzw. Bernos-Beaulac; Beginn LGV Bordeaux–Espagne – Phase 1                                        |
| Strecke (außer Betrieb) · Brücke über Wasserlauf (Strecke außer Betrieb) | 70,22                | Viaduc du Ciron (Ciron; 250 m)                                                                     | Viaduc du Ciron (Ciron; 250 m)                                                                     |
| Strecke (außer Betrieb) · Brücke (Strecke außer Betrieb) | 70,55                | A65 (40 m)                                                                                         | A65 (40 m)                                                                                         |
| Brücke (Strecke außer Betrieb) · Strecke (außer Betrieb) | 70,90                | A65 (125 m)                                                                                        | A65 (125 m)                                                                                        |
| Abzweig geradeaus und von links (Strecke außer Betrieb) · Strecke von rechts (außer Betrieb) · Strecke (außer Betrieb) | 73,29 5,66           | Abzw. Escaudes; Verbindungskurve „Sud-Sud“                                                         | Abzw. Escaudes; Verbindungskurve „Sud-Sud“                                                         |
| Strecke (außer Betrieb) · Brücke über Wasserlauf (Strecke außer Betrieb) · Strecke (außer Betrieb) | 3,72                 | Viaduc du Ciron et Barthos (Ciron; 250 / 210 m)                                                    | Viaduc du Ciron et Barthos (Ciron; 250 / 210 m)                                                    |
| Strecke (außer Betrieb) · Strecke nach links (außer Betrieb) · Abzweig geradeaus und von rechts (Strecke außer Betrieb) | 0,00 74,45           | Abzw. Cudos                                                                                        | Abzw. Cudos                                                                                        |
| Strecke (außer Betrieb) · Strecke (außer Betrieb) |                      | LGV Bordeaux–Toulouse von/nach Toulouse                                                            | LGV Bordeaux–Toulouse von/nach Toulouse                                                            |
| Blockstelle (Strecke außer Betrieb) | 76,46                | Instandhaltungsbasis Escaudes (westlich)                                                           | Instandhaltungsbasis Escaudes (westlich)                                                           |
| Bahnhof (Strecke außer Betrieb) | 77,41                | Halte Sud-Gironde (nur Nahverkehr)                                                                 | Halte Sud-Gironde (nur Nahverkehr)                                                                 |
| Grenze (Strecke außer Betrieb) | ~87,80               | Département Gironde / Landes                                                                       | Département Gironde / Landes                                                                       |
| Überleitstelle / Spurwechsel (Strecke außer Betrieb) | 97,99                | PCV de Retjons                                                                                     | PCV de Retjons                                                                                     |
| Brücke über Wasserlauf (Strecke außer Betrieb) | 99,43                | Viaduc du Retjons (Retjons; 180 m)                                                                 | Viaduc du Retjons (Retjons; 180 m)                                                                 |
| Brücke über Wasserlauf (Strecke außer Betrieb) | 101,40               | Ruisseau de Ribarrouy (90 m)                                                                       | Ruisseau de Ribarrouy (90 m)                                                                       |
| Brücke (Strecke außer Betrieb) | 102,59               | A65 (130 m)                                                                                        | A65 (130 m)                                                                                        |
| Tunnel (Strecke außer Betrieb) | 106,93               | Überdeckung Anschlussstelle Roquefort A65 (85 m)                                                   | Überdeckung Anschlussstelle Roquefort A65 (85 m)                                                   |
| Brücke über Wasserlauf (Strecke außer Betrieb) | 108,81               | Viaduc de la Douze (Douze; 325 m)                                                                  | Viaduc de la Douze (Douze; 325 m)                                                                  |
| Brücke über Wasserlauf (Strecke außer Betrieb) | 109,67               | Ruisseau de la Téoulère (60 m)                                                                     | Ruisseau de la Téoulère (60 m)                                                                     |
| Brücke über Wasserlauf (Strecke außer Betrieb) | 113,33               | Viaduc du Corbleu (135 m)                                                                          | Viaduc du Corbleu (135 m)                                                                          |
| Brücke über Wasserlauf (Strecke außer Betrieb) | 116,41               | Viaduc des Neuf Fontaines (150 m)                                                                  | Viaduc des Neuf Fontaines (150 m)                                                                  |
| Bahnhof (Strecke außer Betrieb) · Kopfbahnhof Streckenanfang (Strecke außer Betrieb) | 117,36 0,00          | Gare nouvelle de Mont-de-Marsan                                                                    | Gare nouvelle de Mont-de-Marsan                                                                    |
| Strecke (außer Betrieb) |                      | Verbindungsstrecke Mont-de-Marsan (eingleisig)                                                     | Verbindungsstrecke Mont-de-Marsan (eingleisig)                                                     |
| Brücke über Wasserlauf (Strecke außer Betrieb) | 3,09                 | Ruisseau du Cohe (60 m)                                                                            | Ruisseau du Cohe (60 m)                                                                            |
| Brücke über Wasserlauf (Strecke außer Betrieb) | 6,10                 | Ruisseau (50 m)                                                                                    | Ruisseau (50 m)                                                                                    |
| Brücke über Wasserlauf (Strecke außer Betrieb) | 6,50                 | Ruisseau (50 m)                                                                                    | Ruisseau (50 m)                                                                                    |
| Abzweig geradeaus und von links (Strecke außer Betrieb) | 8,91                 | Bahnstrecke Marmande–Mont-de-Marsan von Marmande                                                   | Bahnstrecke Marmande–Mont-de-Marsan von Marmande                                                   |
| |                      | | |
| Kopfbahnhof Strecke bis hier außer Betrieb |                      | Mont-de-Marsan                                                                                     | Mont-de-Marsan                                                                                     |
| Brücke (Strecke außer Betrieb) | 119,40               | (90 m)                                                                                             | (90 m)                                                                                             |
| Brücke über Wasserlauf (Strecke außer Betrieb) | 119,90               | Viaduc de la Douze (Douze; 225 m)                                                                  | Viaduc de la Douze (Douze; 225 m)                                                                  |
| Brücke über Wasserlauf (Strecke außer Betrieb) | 127,30               | Viaduc de l’Estrigon (Estrigon; 205 m)                                                             | Viaduc de l’Estrigon (Estrigon; 205 m)                                                             |
| Brücke über Wasserlauf (Strecke außer Betrieb) | 135,48               | Viaduc du Geloux (Geloux; 90 m)                                                                    | Viaduc du Geloux (Geloux; 90 m)                                                                    |
| Kreuzung geradeaus unten (Strecke geradeaus außer Betrieb) | 137,52               | Bahnstrecke Morcenx–Bagnères-de-Bigorre                                                            | Bahnstrecke Morcenx–Bagnères-de-Bigorre                                                            |
| Überleitstelle / Spurwechsel (Strecke außer Betrieb) | 140,71               | PCV de Saint-Martin-d’Oney                                                                         | PCV de Saint-Martin-d’Oney                                                                         |
| Brücke über Wasserlauf (Strecke außer Betrieb) | 143,39               | Le Suzan (90 m)                                                                                    | Le Suzan (90 m)                                                                                    |
| Brücke über Wasserlauf (Strecke außer Betrieb) | 144,80               | Viaduc du Bès (Bès; 180 m)                                                                         | Viaduc du Bès (Bès; 180 m)                                                                         |
| Brücke über Wasserlauf (Strecke außer Betrieb) | 145,67               | Ruisseau de Baratte (50 m)                                                                         | Ruisseau de Baratte (50 m)                                                                         |
| Brücke über Wasserlauf (Strecke außer Betrieb) | 147,58               | Ruisseau du Coyt (50 m)                                                                            | Ruisseau du Coyt (50 m)                                                                            |
| Brücke über Wasserlauf (Strecke außer Betrieb) | 154,08               | Viaduc du Retjons (Retjons; 150 m)                                                                 | Viaduc du Retjons (Retjons; 150 m)                                                                 |
| Dienststation / Betriebs- oder Güterbahnhof (Strecke außer Betrieb) | 155,98               | PCVE de Carsen-Ponson (Notbahnsteig; Betriebsgleise östlich)                                       | PCVE de Carsen-Ponson (Notbahnsteig; Betriebsgleise östlich)                                       |
| Brücke über Wasserlauf (Strecke außer Betrieb) | 158,56               | Viaduc du Louzou (Le Louzou; 210 m)                                                                | Viaduc du Louzou (Le Louzou; 210 m)                                                                |
| Kreuzung geradeaus unten (Strecke geradeaus außer Betrieb) | 159,22               | Bahnstrecke Laluque–Tartas                                                                         | Bahnstrecke Laluque–Tartas                                                                         |
| Abzweig geradeaus und ehemals nach links · Strecke von rechts · Strecke (außer Betrieb) |                      | Bahnstrecke Bordeaux–Irun von Bordeaux                                                             | Bahnstrecke Bordeaux–Irun von Bordeaux                                                             |
| Dienststation / Betriebs- oder Güterbahnhof · Blockstelle · Strecke (außer Betrieb) |                      | Laluque / Instandhaltungsbasis Laluque                                                             | Laluque / Instandhaltungsbasis Laluque                                                             |
| Strecke · Strecke · Abzweig geradeaus und nach links (Strecke außer Betrieb) · Strecke von rechts (außer Betrieb) | 165,23 0,00          | Abzw. Nord de Dax; Ende Phase 1                                                                    | Abzw. Nord de Dax; Ende Phase 1                                                                    |
| Strecke · Strecke nach links · Abzweig geradeaus und nach rechts (Strecke außer Betrieb) · Strecke (außer Betrieb) | 165,38               | Abzw. Laluque (nur Bauzüge)                                                                        | Abzw. Laluque (nur Bauzüge)                                                                        |
| Abzweig ehemals geradeaus und nach links · Strecke quer · Kreuzung geradeaus oben (Strecke geradeaus außer Betrieb) · Abzweig ehemals geradeaus und von rechts | 3,30 136,60          | | |
| Strecke (außer Betrieb) · Strecke (außer Betrieb) · Strecke nach links |                      | Bahnstrecke Bordeaux–Irun nach Dax/Hendaye                                                         | Bahnstrecke Bordeaux–Irun nach Dax/Hendaye                                                         |
| Brücke über Wasserlauf (Strecke außer Betrieb) · Brücke über Wasserlauf (Strecke außer Betrieb) | 167,85               | Ruisseau de Samba (110 m)                                                                          | Ruisseau de Samba (110 m)                                                                          |
| Strecke nach links (außer Betrieb) · Strecke quer (außer Betrieb) · Abzweig geradeaus und von rechts (Strecke außer Betrieb) | 169,75               | Abzw. Laluque (Güterverkehr)                                                                       | Abzw. Laluque (Güterverkehr)                                                                       |
| Strecke (außer Betrieb) |                      | Phase 2 – Mischverkehr                                                                             | Phase 2 – Mischverkehr                                                                             |
| Brücke über Wasserlauf (Strecke außer Betrieb) | 170,17               | Ruisseau de Toujours (50 m)                                                                        | Ruisseau de Toujours (50 m)                                                                        |
| Brücke über Wasserlauf (Strecke außer Betrieb) | 171,23               | Ruisseau de Pilé (75 m)                                                                            | Ruisseau de Pilé (75 m)                                                                            |
| Brücke über Wasserlauf (Strecke außer Betrieb) | 173,82               | Ruisseau de Bouhette (120 m)                                                                       | Ruisseau de Bouhette (120 m)                                                                       |
| Brücke über Wasserlauf (Strecke außer Betrieb) | 178,64               | Ruisseau de Candale (70 m)                                                                         | Ruisseau de Candale (70 m)                                                                         |
| Brücke über Wasserlauf (Strecke außer Betrieb) | 180,26               | Ruisseau de Mollevielle (90 m)                                                                     | Ruisseau de Mollevielle (90 m)                                                                     |
| Strecke (außer Betrieb) · Strecke |                      | Bahnstrecke Bordeaux–Irun von Dax                                                                  | Bahnstrecke Bordeaux–Irun von Dax                                                                  |
| Strecke (außer Betrieb) · Abzweig ehemals geradeaus und nach links | 150,2 0,0            | Abzw. Saint-Paul-les-Dax                                                                           | Abzw. Saint-Paul-les-Dax                                                                           |
| Strecke (außer Betrieb) · Tunnel (Strecke außer Betrieb) | 2,35                 | Überdeckung RD 824 (300 m)                                                                         | Überdeckung RD 824 (300 m)                                                                         |
| Abzweig geradeaus und von links (Strecke außer Betrieb) · Strecke nach rechts (außer Betrieb) | 185,95 9,59          | Abzw. Rivière-Saas-et-Goubry                                                                       | Abzw. Rivière-Saas-et-Goubry                                                                       |
| Brücke über Wasserlauf (Strecke außer Betrieb) | 188,05               | Ruisseau (120 m)                                                                                   | Ruisseau (120 m)                                                                                   |
| |                      | | |
| Dienststation / Betriebs- oder Güterbahnhof (Strecke außer Betrieb) | 189,79               | PCVE de St-Geours-de-Maremne (Notbahnsteig und Betriebsgleise westlich)                            | PCVE de St-Geours-de-Maremne (Notbahnsteig und Betriebsgleise westlich)                            |
| |                      | | |
| Bahnhof (Strecke außer Betrieb) | 190,77               | Halte Côte-Landaise (nur Nahverkehr)                                                               | Halte Côte-Landaise (nur Nahverkehr)                                                               |
| Brücke (Strecke außer Betrieb) | 191,27               | A63 / RN10 (60 m)                                                                                  | A63 / RN10 (60 m)                                                                                  |
| Brücke über Wasserlauf (Strecke außer Betrieb) | 192,31               | Ruisseau du Moulin Neuf (100 m)                                                                    | Ruisseau du Moulin Neuf (100 m)                                                                    |
| Brücke (Strecke außer Betrieb) | 194,42               | A63 (95 m)                                                                                         | A63 (95 m)                                                                                         |
| Brücke über Wasserlauf (Strecke außer Betrieb) | 194,86               | Ruisseau (170 m)                                                                                   | Ruisseau (170 m)                                                                                   |
| Kreuzung geradeaus oben (Strecke geradeaus außer Betrieb) | 196,57               | Bahnstrecke Bordeaux–Irun                                                                          | Bahnstrecke Bordeaux–Irun                                                                          |
| Brücke über Wasserlauf (Strecke außer Betrieb) | 197,14               | Ruisseau du Nouaou (105 m)                                                                         | Ruisseau du Nouaou (105 m)                                                                         |
| Brücke über Wasserlauf (Strecke außer Betrieb) | 198,03               | Ruisseau (55 m)                                                                                    | Ruisseau (55 m)                                                                                    |
| Strecke von links (außer Betrieb) · Abzweig geradeaus und nach rechts (Strecke außer Betrieb) | 201,94 0,00          | Abzw. Saint-Vincent-de-Tyrosse; nach Bayonne/Hendaye                                               | Abzw. Saint-Vincent-de-Tyrosse; nach Bayonne/Hendaye                                               |
| Abzweig ehemals geradeaus und von rechts · Strecke (außer Betrieb) | 4,1                  | Bahnstrecke Bordeaux–Irun                                                                          | Bahnstrecke Bordeaux–Irun                                                                          |
| Strecke (außer Betrieb) |                      | Bénesse-Maremne                                                                                    | Bénesse-Maremne                                                                                    |
| Strecke (außer Betrieb) | 211,31               | Bahnstrecke Bordeaux–Irun nach Bayonne/Hendaye                                                     | Bahnstrecke Bordeaux–Irun nach Bayonne/Hendaye                                                     |
| Brücke über Wasserlauf (Strecke außer Betrieb) | 213,59               | Le Boudigau (90 m)                                                                                 | Le Boudigau (90 m)                                                                                 |
| Grenze (Strecke außer Betrieb) | ~214,40              | Landes / Département Pyrénées-Atlantiques                                                          | Landes / Département Pyrénées-Atlantiques                                                          |
| Brücke (Strecke außer Betrieb) | 215,81               | Viaduc (90 m)                                                                                      | Viaduc (90 m)                                                                                      |
| Brücke (Strecke außer Betrieb) | 218,05               | Viaduc sur la RD 85 (280 m)                                                                        | Viaduc sur la RD 85 (280 m)                                                                        |
| Brücke über Wasserlauf (Strecke außer Betrieb) | 218,61               | Viaduc de la Palibe (Ruisseau de la Palibe; 385 m)                                                 | Viaduc de la Palibe (Ruisseau de la Palibe; 385 m)                                                 |
| Überleitstelle / Spurwechsel (Strecke außer Betrieb) | 219,26               | PCV de Tarnos                                                                                      | PCV de Tarnos                                                                                      |
| Brücke über Wasserlauf (Strecke außer Betrieb) | 219,66               | Canal de la Palibe (140 m)                                                                         | Canal de la Palibe (140 m)                                                                         |
| Strecke Anfang Hochstrecke (außer Betrieb) | 222,02               | Viaduc de l'Adour (2860 m)                                                                         | Viaduc de l'Adour (2860 m)                                                                         |
| | 223,46               | Adour                                                                                              | Adour                                                                                              |
| Abzweig quer und ehemals von rechts · Kreuzung (Strecke geradeaus außer Betrieb) | 224,82               | Bahnstrecke Toulouse–Bayonne                                                                       | Bahnstrecke Toulouse–Bayonne                                                                       |
| Strecke (außer Betrieb) · Strecke Ende Hochstrecke (außer Betrieb) | 224,88               | | |
| Strecke nach links (außer Betrieb) · Abzweig geradeaus und von rechts (Strecke außer Betrieb) | 225,51               | Abzw. Lahonce; von Bayonne                                                                         | Abzw. Lahonce; von Bayonne                                                                         |
| Brücke (Strecke außer Betrieb) | 225,80               | Viaduc RD312 (135 m)                                                                               | Viaduc RD312 (135 m)                                                                               |
| Tunnelanfang (Strecke außer Betrieb) | 226,24               | Tunnel de Mouguerre (1210 m)                                                                       | Tunnel de Mouguerre (1210 m)                                                                       |
| Tunnelende (Strecke außer Betrieb) | 227,45               | | |
| Brücke (Strecke außer Betrieb) | 227,95               | A64 (105 m)                                                                                        | A64 (105 m)                                                                                        |
| Tunnelanfang (Strecke außer Betrieb) | 228,43               | Tunnel de Saint-Pierre d'Irube (1900 m)                                                            | Tunnel de Saint-Pierre d'Irube (1900 m)                                                            |
| Tunnelende (Strecke außer Betrieb) | 230,33               | | |
| Überleitstelle / Spurwechsel (Strecke außer Betrieb) | 230,63               | PCV de Villefranque                                                                                | PCV de Villefranque                                                                                |
| Brücke über Wasserlauf (Strecke außer Betrieb) | 230,88               | Viaduc du Hillans (Hillans; 250 m)                                                                 | Viaduc du Hillans (Hillans; 250 m)                                                                 |
| Tunnelanfang (Strecke außer Betrieb) | 231,31               | Tunnel de Villefranque (750 m)                                                                     | Tunnel de Villefranque (750 m)                                                                     |
| Tunnelende (Strecke außer Betrieb) | 232,06               | | |
| Strecke Anfang Hochstrecke (außer Betrieb) | 232,48               | Viaduc de la Nive (1140 m)                                                                         | Viaduc de la Nive (1140 m)                                                                         |
| Kreuzung (Strecke geradeaus außer Betrieb) | 232,52               | Bahnstrecke Bayonne–Saint-Jean-Pied-de-Port                                                        | Bahnstrecke Bayonne–Saint-Jean-Pied-de-Port                                                        |
| | 232,94               | Nive                                                                                               | Nive                                                                                               |
| Strecke Ende Hochstrecke (außer Betrieb) | 233,62               | | |
| Tunnel (Strecke außer Betrieb) | 234,66               | Überdeckung RD 932 (650 m)                                                                         | Überdeckung RD 932 (650 m)                                                                         |
| Tunnel (Strecke außer Betrieb) | 235,44               | Überdeckung (100 m)                                                                                | Überdeckung (100 m)                                                                                |
| Tunnel (Strecke außer Betrieb) | 236,22               | Tunnel de Tixinenea (350 m)                                                                        | Tunnel de Tixinenea (350 m)                                                                        |
| Tunnel (Strecke außer Betrieb) | 237,07               | Überdeckung Arcangues (680 m)                                                                      | Überdeckung Arcangues (680 m)                                                                      |
| Brücke über Wasserlauf (Strecke außer Betrieb) | 237,86               | Viaduc du Kalonjaenea (180 m)                                                                      | Viaduc du Kalonjaenea (180 m)                                                                      |
| Brücke über Wasserlauf (Strecke außer Betrieb) | 238,32               | Viaduc du Aphalagako erreka (250 m)                                                                | Viaduc du Aphalagako erreka (250 m)                                                                |
| Tunnelanfang (Strecke außer Betrieb) | 239,09               | Tunnel d'Arcangues (920 m)                                                                         | Tunnel d'Arcangues (920 m)                                                                         |
| Tunnelende (Strecke außer Betrieb) | 240,01               | | |
| Brücke über Wasserlauf (Strecke außer Betrieb) | 240,82               | Viaduc (260 m)                                                                                     | Viaduc (260 m)                                                                                     |
| Brücke über Wasserlauf (Strecke außer Betrieb) | 241,52               | Viaduc du Alhorgako erreka (570 m)                                                                 | Viaduc du Alhorgako erreka (570 m)                                                                 |
| Tunnel (Strecke außer Betrieb) | 242,50               | Tunnel de St Pée-sur-Nivelle (490 m)                                                               | Tunnel de St Pée-sur-Nivelle (490 m)                                                               |
| Dienststation / Betriebs- oder Güterbahnhof (Strecke außer Betrieb) | 243,77               | PCVE de St Pée-sur-Nivelle (Notbahnsteige, Betriebsgleise westlich)                                | PCVE de St Pée-sur-Nivelle (Notbahnsteige, Betriebsgleise westlich)                                |
| Brücke über Wasserlauf (Strecke außer Betrieb) | 245,19               | Viaduc du Basarun (250 m)                                                                          | Viaduc du Basarun (250 m)                                                                          |
| Tunnel (Strecke außer Betrieb) | 246,44               | Tunnel de Marmantzoa (450 m)                                                                       | Tunnel de Marmantzoa (450 m)                                                                       |
| Brücke über Wasserlauf (Strecke außer Betrieb) | 247,71               | Viaduc de Basa Beltz (440 m)                                                                       | Viaduc de Basa Beltz (440 m)                                                                       |
| Tunnel (Strecke außer Betrieb) | 248,47               | Überdeckung Saint-Jean-de-Luz (500 m)                                                              | Überdeckung Saint-Jean-de-Luz (500 m)                                                              |
| Strecke Anfang Hochstrecke (außer Betrieb) | 248,92               | Viaduc de la Nivelle (900 m)                                                                       | Viaduc de la Nivelle (900 m)                                                                       |
| | 249,35               | Nivelle                                                                                            | Nivelle                                                                                            |
| Strecke Ende Hochstrecke (außer Betrieb) | 249,82               | | |
| Tunnelanfang (Strecke außer Betrieb) | 250,47               | Tunnel d'Urrugne 1 (2490 m)                                                                        | Tunnel d'Urrugne 1 (2490 m)                                                                        |
| Tunnelende (Strecke außer Betrieb) | 252,96               | | |
| Tunnelanfang (Strecke außer Betrieb) | 253,81               | Tunnel d'Urrugne 2 (1550 m)                                                                        | Tunnel d'Urrugne 2 (1550 m)                                                                        |
| Tunnelende (Strecke außer Betrieb) | 255,36               | | |
| Tunnelanfang (Strecke außer Betrieb) | 256,23               | Tunnel de Biriatou (2750 m)                                                                        | Tunnel de Biriatou (2750 m)                                                                        |
| Tunnelende (Strecke außer Betrieb) | 258,98               | | |
| Strecke Anfang Hochstrecke (außer Betrieb) | 259,00               | Viaduc de la Bidasoa (260 m)                                                                       | Viaduc de la Bidasoa (260 m)                                                                       |
| | 259,06               | La Bidasoa / Grenze Frankreich / Spanien                                                           | La Bidasoa / Grenze Frankreich / Spanien                                                           |
| Strecke Ende Hochstrecke (außer Betrieb) | 259,26               | | |
| Strecke (außer Betrieb) |                      | Baskisches Y (geplante Fortführung)                                                                | Baskisches Y (geplante Fortführung)                                                                |

Die LGV Bordeaux–Espagne, kurz für Ligne à grande vitesse Bordeaux–Espagne, ist eine geplante, 196 Kilometer lange, Schnellfahrstrecke in Frankreich zwischen Bernos-Beaulac, im Süden des Departements Gironde, und Biriatou, an der französisch-spanischen Grenze östlich von Hendaye. Die Strecke stellt zum einen die Anbindung des südlichen Teils der Region Nouvelle-Aquitaine (Dax, Bayonne, Hendaye) an das Hochgeschwindigkeitsstreckennetz Frankreichs dar und zum anderen ermöglicht sie die Verknüpfung mit dem normalspurigen Hochgeschwindigkeitsnetzes Spaniens, dank der geplanten Schnellfahrstrecke Baskisches Y. Die Strecke ist für den schnellen Personenfernverkehr (TGV-Züge) und abschnittsweise auch für den Mischverkehr von Personen- und Güterverkehr ausgelegt. Zusammen mit der parallel zu errichtenden LGV Bordeaux–Toulouse bildet die neue Strecke die Grand Projet ferroviaire du Sud-Ouest (GPSO). Nach 55 Kilometern gemeinsamer Trasse trennen sich beide Strecken in der Nähe des Ortes Bernos-Beaulac im Süden des Départements Gironde.
Die Strecke soll in zwei Etappen erstellt werden. In einer ersten Phase soll der 97 km lange Abschnitt Triangle Sud-Gironde–Nord-de-Dax bis 2034 in Betrieb genommen werden. Der Realisierungszeitpunkt der 94 km langen Fortführung bis zur spanischen Grenze ist noch offen. Die Baukosten für den ersten Abschnitt werden auf 3,7 Milliarden Euro geschätzt (Stand 2022) und 4 Milliarden Euro für die zweite Phase (Stand 2013).
An der Strecke soll nördlich von Mont-de-Marsan ein neuer Bahnhof für TGV-Züge entstehen. Für den schnellen Regionalverkehr sollen zusätzlich zwei weitere Bahnhöfe erstellt werden: südlich des Abzweigs von der LGV Bordeaux–Toulouse auf Gebiet der Gemeinde Escaudes und westlich von Dax in Saint-Geours-de-Maremne.

## Streckenverlauf

### Phase 1: Sud-Gironde–Dax
Die Strecke zweigt in Bernos-Beaulac von der LGV Bordeaux–Toulouse ab und dreht nach Süden, gleich im Anschluss ist der neue Bahnhof Sud-Gironde für den schnellen Regionalverkehr geplant. In teilweiser Bündelung mit der Autobahn A65 verläuft die Strecke im Regionalen Naturpark Landes de Gascogne bis kurz vor Mont-de-Marsan die Linienführung nach Westen schwenkt. Auf Gemeindegebiet von Lucbardez-et-Bargues ist der neue Bahnhof Mont-de-Marsan geplant. Für die Erschließung durch den Regionalverkehr vom heutigen Bahnhof Mont-de-Marsan wird eine eingleisige, ca. 8,9 km lange, Verbindungsstrecke erstellt.
Weiter in südwestlicher Richtung verläuft die Strecke relativ geradlig und umfährt Mont-de-Marsan nördlich. Auf Höhe der Gemeinden Pontonx-sur-l'Adour und Laluque wird die Altstrecke Bordeaux–Irun erreicht mit niveaufreier Einfädelung in Richtung Dax. Die Streckenlänge Bordeaux–Dax über die Neubaustrecke ist ca. 34 km länger als die bestehende Strecke.

### Phase 2: Dax–Spanische Grenze
Am Abzweig Laluque entsteht für Güterzüge in Richtung Spanischer Grenze eine Einfädelung auf die Neubaustrecke. Die Agglomeration Dax wird nordwestlich umfahren, bevor auf Gemeindegebiet von Rivière-Saas-et-Gourby eine weitere Verbindung für Personenzüge, die den Bahnhof Dax bedienen, von der Altstrecke einfädelt. Bei km 190,77 entsteht der neue Bahnhof Côte-Landaise für den schnellen Regionalverkehr. Nachdem Saint-Vincent-de-Tyrosse südlich umfahren wurde, erfolgt über ca. 5 km eine Bündelung mit der Bestandsstrecke Bordeaux–Irun. In diesem Bereich entsteht auch ein Abzweig an die Altsrecke für die Bedienung der Bahnhöfe Bayonne und Biarritz durch den Personenverkehr.
Ab Labenne schwenkt die Streckenführung nun nach Süden, in enger Bündelung mit der Autobahn A63 über ca. 7 km. Das Flusstal der Adour wird über ein 2860 m langes Viadukt überquert. Direkt anschließend entsteht eine Verbindung von der Bahnstrecke Toulouse–Bayonne für Züge von Bayonne in Richtung Spanien. Nun werden die Ausläufer der Pyrenäen erreicht, was im folgenden Streckenabschnitt eine Vielzahl an Brücken und Tunnels notwendig macht. Von den 34 km Strecke im Abschnitt km 225 bis km 259 verlaufen ca. 14,8 km in Tunnels (bergmännisch und Tagbau) und 4,5 km auf Brücken und Viadukten. Bei km 259,06 wird der Grenzfluss La Bidasoa erreicht. Die Fortsetzung auf spanischer Seite in Richtung Vitoria-Gasteiz ist unter der Bezeichnung Baskisches Y in Planung.

## Geschichte

### Erste Studien

Karte der drei Streckenführungsvarianten. In grün: LGV Sud Europe Atlantique. In schwarz: Bestandsstrecke mit Ausbau auf vier Gleise. In blau: Variante West. In rot: Variante Ost. In violet: Streckenführung ab Dax an die spanische Grenze

In den Jahren 2002 bis 2004 war die Hochgeschwindigkeitsstrecke Objekt offizieller Studien. Es standen mehrere Trassenführungen im Abschnitt Bordeaux–Dax zur Debatte:
- Ausbau der Bestandsstrecke Bordeaux–Irun auf vier Gleise
- Neubaustrecke entlang der Autobahn A63
- Neubaustrecke östlich der Landes mit Erschließung von Mont-de-Marsan

Im zweiten Halbjahr 2005 fanden öffentliche Anhörungen (débat publique) zum Projekt statt. Auf Basis der Ergebnisse beschloss der Vorstand der französischen Netzgesellschaft Réseau ferré de France (RFF, heute SNCF Réseau) am 8. März 2007 die Variante östlich der Landes mit neuem Bahnhof für Mont-de-Marsan weiter zu verfolgen.
Am 21. Mai 2007 einigten sich die Gebietskörperschaften der Region Midi-Pyrénées über die Aufteilung ihres Kostenbeitrages. Am 11. Januar 2010 veröffentlichte RFF die auf einen Kilometer präzisierte Trassenführung. Am 9. Januar 2012 verabschiedete der Lenkungsausschuss, der sich aus den Repräsentanten der Regionen Midi-Pyrénées und Aquitaine, den betroffenen nationalen Ministern und dem Präsidenten des RFF zusammensetzt, die endgültige Trassenführung.
In einem im Juni 2013 veröffentlichten Bericht, empfiehlt die Kommission Mobilité 21 die Strecke in zwei Phasen zu erstellen. Der Abschnitt Bordeaux–Dax, gebündelt bis Bernos-Beaulac mit der LGV Bordeaux–Toulouse, soll bis 2027 erstellt werden. Die Fortführung bis zur spanischen Grenze (Phase 2) erfolgt später, mit einer geplanten Inbetriebnahme spätestens 2032.

### Planung Phase 1
Die Phase der öffentlichen Anhörung für die erste Phase begann am 14. Oktober 2014. Die Erklärung, dass das Projekt im öffentlichen Interesse ist (déclaration d’utilité publique), erfolgte am 2. Juni 2016. Einsprüche dagegen wurden am 29. Juni 2017 vom Verwaltungsgericht Bordeaux und am 15. Juni 2018 vom Verwaltungsgericht Toulouse gutgeheißen; diese Urteile wurden jedoch 2019 bzw. 2020 von der Berufungsinstanz aufgehoben. Das öffentliche Interesse war auch vom Conseil d’État am 11. April 2018 bestätigt worden.
Im März 2022 wurde der Finanzierungsplan für die Strecke Bordeaux–Dax vom französischen Staat und den Gebietskörperschaften unterschrieben. Dieser umfasst eine Investitionssumme von total 3,7 Milliarden Euro (laufende Euro), wobei der französische Staat und die Gebietskörperschaften je 40 % tragen werden, die restlichen 20 % sollen von der Europäischen Union beigesteuert werden. Die Inbetriebnahme soll nach 2032 stattfinden, der Baubeginn ist bisher nicht terminiert.

## Infrastruktur
Die Strecke weist eine Länge von 191 km auf und soll mit bis zu 320 km/h befahren werden. Die Abschnitte nördlich und südlich von Dax wurden aufgrund der Topographie und der verkehrlichen Anforderungen unterschiedlich entworfen.
Als Oberbau kommen UIC 60 Schienen mit Monoblockschwellen zum Einsatz. Die Überleitstellen (points de changement de voie, PCV) sind auf eine Geschwindigkeit von 170 km/h ausgelegt. An der Strecke werden drei Betriebsbahnhöfe (points de changements de voie avec évitement, PCVE) in Carsen-Ponson (km 155,98), St-Geours-de-Maremne (km 189,79) und St-Pée-sur-Nivelle (km 243,77) erstellt, welche über ein Überholgleis mit Notbahnsteig und Betriebsgleisen für den Streckenunterhalt verfügen.
Der neue Bahnhof Mont-de-Marsan wird über zwei 400 m Bahnsteiggleise und zwei mittlere Gleise für durchfahrende Züge verfügen und seitlich daneben zwei separate Gleise für den Regionalverkehr. Die Bahnhöfe Sud-Gironde und Côte-Landaise sollen ausschließlich dem schnellen Regionalverkehr dienen. Hierfür sind zwei 200 m Bahnsteiggleise und zwei mittlere Gleise für durchfahrende Züge vorgesehen.
Die Strecke ist mit Wechselstrom (25 kV, 50 Hz) elektrifiziert. Für die Traktionsstromversorgung sind drei neue Unterwerke zu erstellen, welche in Retjons (ca. km 101), Lesgor (ca. km 159) und Arcangues (ca. km 239) liegen werden. Die Strecke soll ausschließlich mit dem Zugsicherungssystem ETCS Level 2 ausgerüstet werden.

### Phase 1: Sud-Gironde–Dax
Der 97 km lange Streckenabschnitt vom Triangle Sud-Gironde bis zum Abzweig nördlich von Dax ist auf eine Entwurfsgeschwindigkeit von 350 km/h ausgelegt und für die Nutzung durch schnelle Güterzüge (v≥160 km/h) vorgesehen, der Gleisachsabstand liegt bei 4,80 m. Der minimale Bogenradius beträgt generell 5900 m.
Die Verbindungskurve Sud-Sud weist eine Länge von ca. 5,6 km auf und ist erlaubt maximal 230 km/h. Für den Anschluss des neuen Bahnhofs Mont-de-Marsan an das Bestandsnetz ist eine 8,9 km lange Verbindungsstrecke geplant.

### Phase 2: Dax–Spanische Grenze
Der 94 km lange Abschnitt vom Abzweig Nord de Dax bis zur spanischen Grenze ist als Mischverkehrsstrecke ausgelegt (Personenverkehr mit bis zu 320 km/h und Güterverkehr bis zu 120 km/h). Südlich des Abzweigs Saint-Vincent-de-Tyrosse (nach Bayonne) beträgt die Höchstgeschwindigkeit 220 km/h. Für die Anschlüsse an die Bestandsstrecke sind insgesamt ca. 15,5 km Verbindungsstrecken zu erstellen.

## Betrieb
Die neue Strecke ermöglicht die Anbindung an den schnellen Personenverkehr (TGV) von Bordeaux, Mont-de-Marsan, Dax, Bayonne, Biarritz und Hendaye sowie deren Vernetzung mit dem Regionalverkehr (TER) an den neuen Bahnhöfe Sud-Gironde und Mont-de-Marsan.
Hierdurch soll das Angebot mit einer größeren Anzahl an Zugpaaren und neuen Verbindungen ausgebaut werden. Die Fahrzeit zwischen Bordeaux und Dax wird sich von 1:09 h bisher (Stand 2023) auf 0:53 h verkürzen mit bis zu 12 täglichen Zugpaaren. Zwischen Bordeaux und Bayonne wird der Fahrzeitgewinn auf ca. 40 min geschätzt (inkl. Phase 2). Die Verbindungskurve Sud-Sud wird die Fahrzeiten zwischen Toulouse und dem Süden Aquitaniens (Dax, Bayonne) um mindestens 1:30 Stunde verkürzen. Mit Fertigstellung der Phase 2 und der Verlängerung auf spanischer Seite soll die Fahrzeit von Paris nach Madrid auf 6:05 h fallen. Es sind pro Tag 3 direkte Zugpaare geplant.
Mit Inbetriebnahme des ersten Abschnitts werden ca. 7,7 Millionen Fahrgäste pro Jahr erwartet, was einem Wachstum um ca. 2 Millionen entspricht gegenüber dem Szenario ohne die Neubaustrecke. Mit Inbetriebnahme der zweiten Phase bis an die spanische Grenze wird jährlich mit 10,7 Millionen Fahrgäste gerechnet, davon sollen ca. 2 Millionen grenzüberschreitend unterwegs sein.